# Catachlorops striatus
Catachlorops striatus är en tvåvingeart som beskrevs av Burger 1999. Catachlorops striatus ingår i släktet Catachlorops och familjen bromsar. Inga underarter finns listade i Catalogue of Life.